# Pender (Nebraska)
Pender es una villa ubicada en el condado de Thurston en el estado estadounidense de Nebraska. En el Censo de 2010 tenía una población de 1002 habitantes y una densidad poblacional de 547,98 personas por km².

## Geografía
Pender se encuentra ubicada en las coordenadas 42°6′38″N 96°42′42″O / 42.11056, -96.71167. Según la Oficina del Censo de los Estados Unidos, Pender tiene una superficie total de 1.83 km², de la cual 1.83 km² corresponden a tierra firme y (0%) 0 km² es agua.

## Demografía
Según el censo de 2010, había 1002 personas residiendo en Pender. La densidad de población era de 547,98 hab./km². De los 1002 habitantes, Pender estaba compuesto por el 95.51% blancos, el 0% eran afroamericanos, el 1.8% eran amerindios, el 0.2% eran asiáticos, el 0% eran isleños del Pacífico, el 0.7% eran de otras razas y el 1.8% pertenecían a dos o más razas. Del total de la población el 1.7% eran hispanos o latinos de cualquier raza.